# Augustin Gattinger

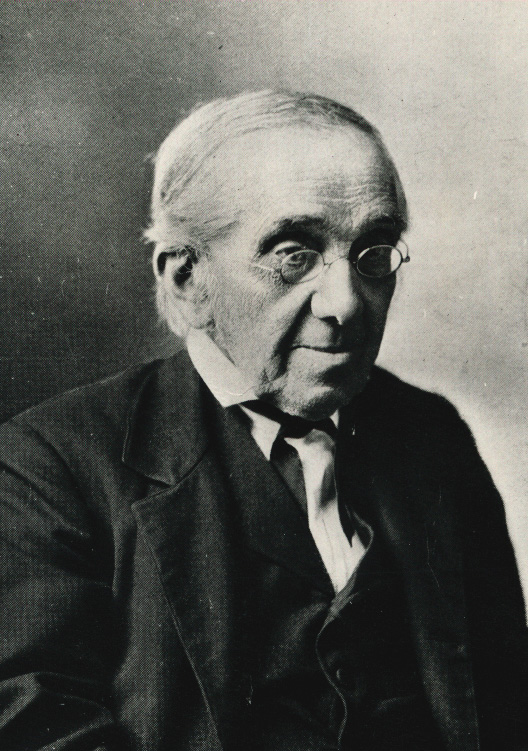
Augustin Gattinger

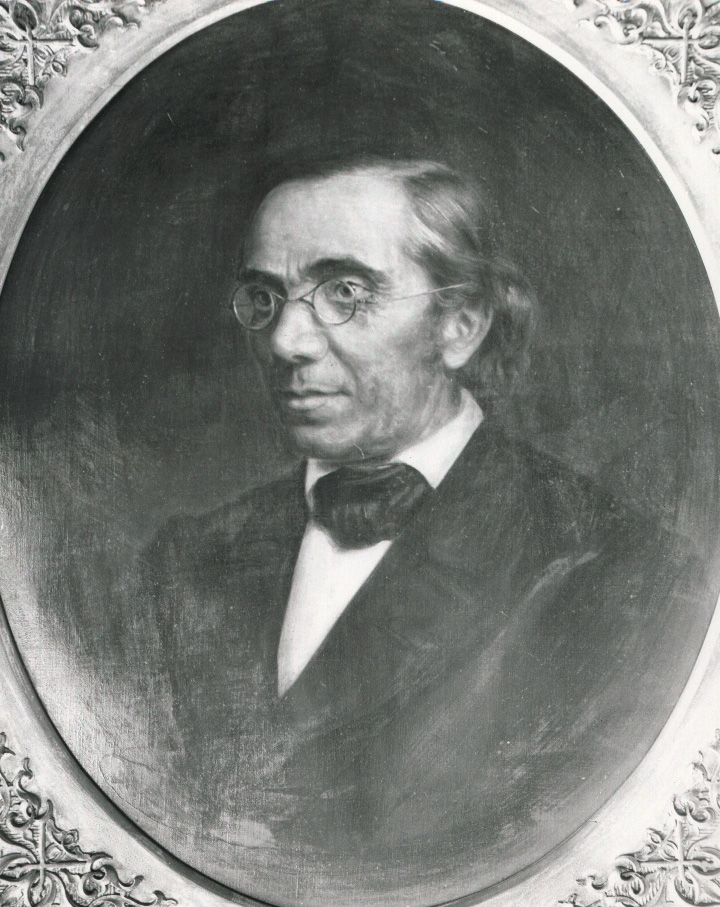
Augustin Gattinger, circa 1870

Augustin Gattinger (* 3. Februar 1825 in München; † 18. Juli 1903 in Nashville) war ein US-amerikanischer Botaniker und Arzt deutscher Abstammung. Verschiedene Pflanzenarten wie Gattingers Goldrute oder „Gattinger's Mock-orange“, eine Pfeifenstrauch-Art, tragen seinen Namen. Sein offizielles botanisches Autorenkürzel lautet „Gatt.“.

## Leben
August(in) Gattinger schloss 1844 das (heutige) Wilhelmsgymnasium München ab. Anschließend studierte er in München Philosophie und Medizin. 1849 wanderte er nach Nashville (Tennessee/USA) aus.

## Werke
- The Flora of Tennessee, 1901.